# Сливо Поље
Сливо Поље (буг. Сливо поле) град је у Републици Бугарској, у северном делу земље, седиште истоимене општине Сливо Поље у оквиру Русенске области.

## Географија
Положај: Сливо Поље се налази у северном делу Бугарске. Од престонице Софије град је удаљен 335 km североисточно, а од обласног средишта, Русеа град је удаљен 20 km источно.
Рељеф: Област Сливо Поља се налази у области бугарског Подунавља. Град се сместио у равничарском подручју, на приближно 25 m надморске висине.
Клима: Клима у Сливо Пољу је континентална.
Воде: Северно од Сливо Поља протиче река Дунав, која је истовремно и граница ка суседној Румунији.

## Историја
Област Сливо Поља је првобитно било насељено Трачанима, а после њих овом облашћу владају стари Рим и Византија. Јужни Словени ово подручје насељавају у 7. веку. Од 9. века до 1373. године област је била у саставу средњовековне Бугарске.
Крајем 14. века област Сливо Поља је пала под власт Османлија, који владају облашћу 5 векова.
Године 1878. град је постао део савремене бугарске државе. Насеље постоје убрзо средиште окупљања за села у околини, са више јавних установа и трговиштем.

## Становништво
| 1992. | 2001. |
| ----- | ----- |
| 3.319 | 3.359 |

По проценама из 2010. године Сливо Поље је имало око 3.400 становника. Већина градског становништва су етнички Бугари (и православни и муслимани), а мањине су Турци и Роми. Последњих деценија град губи становништво због удаљености од главних токова развоја у земљи.
У општини су као вероисповести готово приближно заступљене православље и ислам.